# Roger De Vlaeminck
Pour les articles homonymes, voir Vlaeminck.

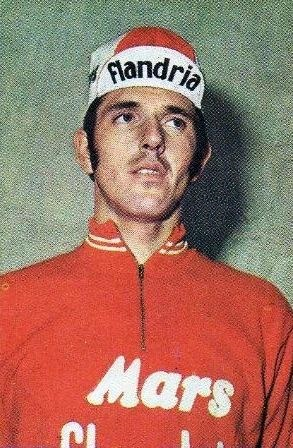
Roger De Vlaeminck en 1970.

Roger De Vlaeminck, né le 24 août 1947, à Eeklo en Belgique, est un coureur cycliste sur route, sur piste et de cyclo-cross belge. Professionnel de 1969 à 1984, il est l'un des coureurs les plus complets de son époque, capable aussi bien de s'imposer au sprint, en puncheur ou en solitaire. Il est considéré comme l'un des meilleurs coureurs de classiques de tous les temps,.
Au cours de sa carrière sur route, il est l'un des trois coureurs — avec ses compatriotes Rik Van Looy et Eddy Merckx — à avoir remporté les cinq classiques « Monuments », Milan-San Remo (1973, 1978 et 1979), le Tour des Flandres  (1977), Paris-Roubaix (1972, 1974, 1975 et 1977), Liège-Bastogne-Liège (1970) et le Tour de Lombardie (1974 et 1976). Il a également gagné d'autres grandes classiques, comme la Flèche wallonne (1971), le Championnat de Zurich (1975) ainsi que Paris-Bruxelles (1981),. Son contemporain Merckx est son principal rival sur les classiques, tandis que Roger De Vlaeminck ne l'a jamais inquiété sur les grands tours. Malgré cela, De Vlaeminck comptabilise 22 victoires d'étapes sur le Tour d'Italie, une étape sur le Tour de France et sur le Tour d'Espagne,,,. Il a également remporté des courses par étapes, dont six Tirreno-Adriatico consécutifs (entre 1972 et 1977) et le Tour de Suisse en 1975. Il est double  champion de Belgique sur route en 1969 et 1981 et vice-champion du monde en 1975. Au total, il remporte 259 courses, dont 105 critériums. Très actif dans le cyclo-cross (tout comme son frère aîné Eric), il devient champion du monde de la spécialité chez les amateurs en 1968 et les professionnels en 1975.
Connu comme « le gitan d'Eeklo »,,, ses quatre victoires et neuf podiums dans Paris-Roubaix lui ont également valu le surnom de « Monsieur Paris-Roubaix ». Il co-détient le record de victoires dans la course avec son compatriote Tom Boonen.

## Biographie

### Carrière

#### Sa jeunesse
De Vlaeminck n'a pas beaucoup d'intérêt pour l'école et à quatorze ans, il travaille déjà. D'abord, comme assistant plombier et plus tard dans un atelier d'impression et un atelier de tissage. De Vlaeminck commence sa carrière sportive en tant que footballeur. Avec le FC Eeklo, il est sélectionné à 16 ans pour aller jouer avec l'équipe première. Lorsque De Vlaeminck descend du bus, le président du club vient vers lui et lui demande qui il est. Offensé, le jeune De Vlaeminck décide d'arrêter de jouer au football. Dans le même temps, son frère aîné, Eric est devenu un cycliste, et Roger De Vlaeminck décide de choisir la même carrière. En 1962, il participe à sa première course. N'ayant pas de vélo, il emprunte celui de son frère sans rien demander. Après trois tours, cependant, il abandonne la course et retourne jouer au football. En 1964, il commence à être plus sérieux en tant que coureur. Il participe à 22 courses dans la catégorie des débutants et en remporte 17. En 1965 et 1966, il gagne un total de 39 courses, dont 36 chez les juniors et trois en tant qu'amateur.

#### 1967-1969: des débuts prometteurs
Chez les amateurs, Roger De Vlaeminck se distingue en signant d'importants résultats à la fois sur route et en cyclo-cross. En 1968, il remporte le classement général du Tour de Belgique amateurs et deux étapes du Tour de l'Avenir, ainsi que les championnats de Belgique et du monde de cyclo-cross amateur. Il participe également à la course sur route des Jeux olympiques de Mexico, où il se classe 18e. En 1969, toujours chez les amateurs, il conserve son titre national en cyclo-cross et termine deuxième du championnat du monde de la spécialité, devancé seulement par René De Clercq après avoir glissé dans le dernier virage.
Après sa médaille d'argent, il rejoint l'équipe professionnelle Flandria-De Clerck. Le 1er mars - six jours après le mondial de cyclo-cross - il commence sa carrière professionnelle sur route lors du Circuit Het Volk, course qu'il remporte,. Lors de sa première année en tant que professionnel, il montre ses compétences sur d'autres classiques : il se classe deuxième de Milan-San Remo - à 12 secondes d'Eddy Merckx - cinquième de Paris-Roubaix, deuxième de Gand-Wevelgem (derrière Willy Vekemans mais devant son frère Eric), sixième de la Flèche wallonne et troisième du Championnat de Zurich,. Il remporte le titre national sur route et participe à son premier Tour de France, l'année de la première victoire de son rival Merckx. De Vlaeminck ne remporte aucune étape et abandonne après dix étapes.

#### 1970-1971: premières victoires sur les classiques
Fin février 1970, il termine quatrième du championnat du monde de cyclo-cross remporté par son frère.
Sur route, toujours avec le maillot de l'équipe Flandria, il gagne sa première grande classique : Liège-Bastogne-Liège en 1970. Il s'agit de la première de ses onze victoires dans une des classiques dites « Monument », soit les plus prestigieuses du point de vue de leur histoire dans le cyclisme et leur palmarès. Dans le tunnel d'entrée du vélodrome de Rocourt, six coureurs se présentent en tête, avec Roger De Vlaeminck en tête devant son frère Éric. Celui-ci ferme le passage à Merckx, tandis que Roger en profite pour attaquer et obtenir un avantage suffisant de 12 secondes pour remporter la course devant Frans Verbeeck et un Eddy Merckx furieux. C'est le début de la rivalité entre Roger De Vlaeminck et Eddy Merckx. Au printemps, De Vlaeminck remporte également Kuurne-Bruxelles-Kuurne et le Grand Prix de l'Escaut. Il se classe deuxième de Paris-Roubaix - à plus de 5 minutes d'un Merckx survolté. - et de Harelbeke-Anvers-Harelbeke. Dans la deuxième partie de saison, il remporte à Valenciennes la sixième étape du Tour de France, mais est contraint à l'abandon le lendemain. En fin d'année, il termine onzième du championnat du monde sur route, remporté par son compatriote et ami Jean-Pierre Monseré et il est cinquième de Paris-Tours.
L'année suivante, en 1971, toujours dans les rangs de Flandria, il s'adjuge deux étapes du Tour d'Andalousie, Kuurne-Bruxelles-Kuurne et Harelbeke-Anvers-Harelbeke, puis il est deuxième de Gand-Wevelgem. Le 22 avril, il reprend dans les derniers mètres Joseph Deschoenmaecker, échappée depuis 160 km, et remporte la Flèche wallonne , quelques jours après la mort en course devant ses yeux du champion du monde Jean-Pierre Monseré. Par la suite, il gagne une étape et le classement général des Quatre Jours de Dunkerque, ainsi qu'une étape et le classement par points du Tour de Suisse,. Lors de l'hiver, il remporte les Six jours de Gand avec Patrick Sercu. Il s'agit de sa première victoire dans une compétition sur piste.

#### 1972-1974: succès sur Paris-Roubaix, Milan-San Remo et le Tour de Lombardie

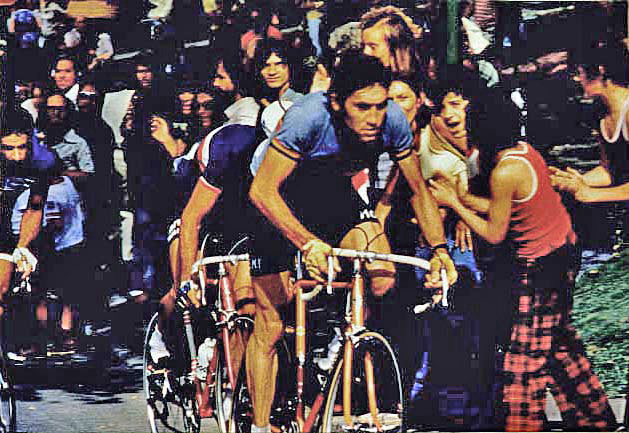
Eddy Merckx, ici au championnat du monde sur route de 1974, le principal adversaire de De Vlaeminck durant sa carrière.

Pour la saison 1972, De Vlaeminck quitte Flandria et rejoint en Italie l'équipe Dreher. L'équipe est dirigée par Franco Cribiori. Au printemps, sur le sol italien, il remporte une étape du Tour de Sardaigne, Milan-Turin ainsi que deux étapes et le classement général de Tirreno-Adriatico (première de ses six victoires d'affilée sur la course). En avril, il gagne pour la première fois Paris-Roubaix. Lors de cette édition disputée sous de terribles conditions météorologiques avec des températures basses et la pluie, De Vlaeminck attaque à 23 km de l'arrivée du groupe de poursuivants auquel il appartient. Il rejoint seul Willy Van Malderghem et s'impose finalement avec près de deux minutes d'avance sur les premiers poursuivants. En mai, il fait ses débuts sur le Tour d'Italie. Il s'adjuge quatre étapes et le maillot cyclamen du Classement par points du Tour d'Italie et termine septième du classement général. Dans la deuxième partie de la saison, il ajoute à son palmarès deux semi-classiques italiennes : la Coppa Placci et le Grand Prix de la ville de Camaiore.
En 1973, il devient leader de la nouvelle formation de Cribiori : Brooklyn. Au printemps, il obtient, comme d'habitude, de nombreux résultats prestigieux. Il remporte le Grand Prix de Monaco, deux étapes du Tour de Sardaigne, une étape et le général de Tirreno-Adriatico. Il se classe deuxième du Trofeo Laigueglia et du Circuit Het Volk, ainsi que troisième de Milan-Turin. Le 19 mars, il s'adjuge son premier  Milan-San Remo. Dans cette course, après être resté longtemps dans le peloton, De Vlaeminck attaque sur le Poggio avec Wilmo Francioni, puis lâche l'Italien et s'impose en solitaire grâce à une attaque de finisseur dans le final,. Il termine septième de Paris-Roubaix. Après le succès dans le Tour de Toscane, il prend part à nouveau au Tour d'Italie  où il se distingue en remportant trois étapes et en terminant deuxième du classement par points. En été et automne, il gagne le Trophée Matteotti et termine deuxième de Paris-Tours, battu par Herman Van Springel, et troisième du Tour de Lombardie (il est reclassé deuxième après la disqualification du vainqueur Eddy Merckx).
En 1974, De Vlaeminck s'impose pour la deuxième fois sur Milan-Turin et pour la troisième fois sur Tirreno-Adriatico. En cyclo-cross, il est également  champion de Belgique et vice-champion du monde. Il termine troisième de Milan-San Remo, près de deux minutes derrière le vainqueur Felice Gimondi, après avoir essayé d'attaquer sur le Capo Berta. Lors de ce même printemps, après la victoire au Tour de Sicile et sa troisième place à Gand-Wevelgem, il remporte son deuxième Paris-Roubaix. À cette occasion, il reprend le jeune Francesco Moser qui court son premier Paris-Roubaix et s'est échappée à 29 km de l'arrivée. Moser glisse et chute dans une courbe, De Vlaeminck en profite pour s'imposer en solitaire avec 57 secondes d'avance sur l'Italien. Ensuite, il est deuxième de la Flèche wallonne (derrière Verbeeck) et premier de la Coppa Placci. Lors du Tour d'Italie, il remporte l'étape à Sapri et gagne, comme en 1972, le maillot cyclamen du classement par points. Entre septembre et octobre, il gagne le Tour de Vénétie, se classe deuxième de Paris-Bruxelles et du Tour d'Émilie, puis, le 12 octobre, il remporte son premier Tour de Lombardie . La « Classique des feuilles mortes » cette année s'est jouée dans un sprint à quatre, sur la piste du Stadio Sinigaglia de Côme. De Vlaeminck devance au sprint Eddy Merckx, Costantino Conti et Giuseppe Perletto,.

#### 1975-1977: records de victoires sur Paris-Roubaix et vice-champion du monde
Fort de son triomphe sur le Tour de Lombardie, De Vlaeminck commence la saison 1975 avec trois victoires d'étape sur le Tour de Sardaigne et comme à son habitude le classement général de Tirreno-Adriatico avec trois étapes en prime. À Melchnau, en Suisse, il devient champion du monde de cyclo-cross professionnels. En avril, il remporte pour la troisième fois Paris-Roubaix. La course se termine avec un sprint à quatre. De Vlaeminck se retrouve avec trois compatriotes comme compagnons d'échappée : Eddy Merckx, André Dierickx et Marc Demeyer. Merckx lance son sprint de loin, De Vlaeminck dans la roue n'a eu aucune difficulté à le dépasser et gagner. Après une victoire sur le Championnat de Zurich, il s'aligne sur le Tour d'Italie (le Giro). Bien qu'il n'ait jamais atteint le niveau des meilleurs dans les grandes courses par étapes - principalement en raison des longs cols - il termine quatrième du classement général, à 7 min 39 s du vainqueur Fausto Bertoglio. De Vlaeminck a notamment perdu près de quatre minutes lors de la troisième étape, où l'arrivée est située au Prati di Tivo. Au cours de la course, il s'adjuge sept étapes (sur les 22 qu'il remporte au cours de carrière) et pour la troisième fois le classement par points. Après le Giro, il prend part au Tour de Suisse, remportant six des onze étapes et le classement final. Leader du premier au dernier jour de course, il devance Merckx de 55 secondes. Dans la deuxième partie de saison, il court le championnat du monde sur route à Yvoir, en Belgique. Il se classe deuxième de la course - son meilleur résultat aux mondiaux - à 17 secondes du Néerlandais Hennie Kuiper,. En fin de saison, De Vlaeminck termine troisième de Milan-Turin, puis gagne le Tour du Latium et la Coppa Agostoni. Il conclut sa saison à la deuxième place du Super Prestige Pernod, avec un bilan record de 58 victoires, courses sur route, critérium et cyclo-cross confondus.
En 1976, toujours avec le maillot Brooklyn et sous la direction de Cribiori, De Vlaeminck remporte deux étapes et la victoire finale du Tour de Sardaigne, Sassari-Cagliari et son cinquième Tirreno-Adriatico avec trois nouvelles victoires d'étapes. La campagne des classique, cependant, ne lui permet pas d'ajouter une victoire à son palmarès. Ses meilleures places au printemps sont huitième de Milan-San Remo (remporté pour la septième fois par Merckx), quatrième du Tour des Flandres et troisième de Paris-Roubaix, derrière le duo Marc Demeyer-Francesco Moser. Entre mai et juin, il prend part au Tour d'Italie, où il s'adjuge quatre victoires d'étapes et porte pendant trois jours le maillot rose de leader. La deuxième partie de l'année permet à De Vlaeminck d'aller crescendo. Il est deuxième du Grand Prix de l'Escaut et des Trois vallées varésines, puis gagne le  Tour du Latium, trois étapes du Tour de Catalogne et le Grand Prix Montelupo. Il termine la saison avec des victoires consécutives sur la Coppa Agostoni, le Tour d'Émilie et, surtout, le Tour de Lombardie. Lors de la « Classique des feuilles mortes », le Flamand suit l'attaque de Bernard Thévenet sur le Passo d'Intelvi. À Côme, il ajuste au sprint les quatre autres coureurs qui l'accompagne, à savoir Thévenet, Wladimiro Panizza, Joop Zoetemelk et Raymond Poulidor,.
Au printemps 1977 De Vlaeminck gagne pour la sixième et dernière fois Tirreno-Adriatico, puis il est deuxième de Milan-San Remo, précédée de trois secondes par le Néerlandais Jan Raas parti seul à 800 m du sommet du Poggio. En avril, il remporte son premier et unique  Tour des Flandres, la dernière grande classique qui manque à son palmarès. De Vlaeminck et le champion du monde Freddy Maertens dominent la course, ils reprennent puis dépassent Merckx dans le Koppenberg. Ils se détachent et se dirigent vers la ligne d'arrivée, lorsque Maertens est victime d'une crevaison et dépanné par un spectateur. Un peu plus tard, il est disqualifié. Mais, les commissaires ne lui demandent pas de quitter la course et il continue avec dans sa roue De Vlaeminck. Maertens sachant qu'il ne peut plus gagner, emmène De Vlaeminck durant les 80 derniers kilomètres. À l'arrivée, De Vlaeminck gagne devant Maertens. Maertens déclare qu'il lui a promis 300 000 francs pour acheter la victoire, ce que nie De Vlaeminck. Maertens reçoit de De Vlaeminck 150 000 francs, qu'il donne à Michel Pollentier et Marc Demeyer pour leur aide. De son côté, Maertens conserve 150 000 francs en récompense. De Vlaeminck dit qu'ils n'ont jamais discuté d'argent et le problème n'a jamais été éclairci. Dans la foulée et pour la quatrième fois - un record - il remporte Paris-Roubaix. Présent dans un groupe de 22 coureurs, De Vlaeminck passa à l'attaque à un peu moins de 30 km de l'arrivée. Il s'impose en solitaire avec 1 min 30 s d'avance sur Willy Teirlinck. Au cours du reste de la saison, le désormais « Monsieur Paris-Roubaix » termine quatrième de Liège-Bastogne-Liège (remporté par le jeune français Bernard Hinault) et de Paris-Bruxelles, deuxième du Tour de Toscane et du Tour de Vénétie et gagne le Tour du Piémont.

#### 1978-1979: troisième Milan-San Remo

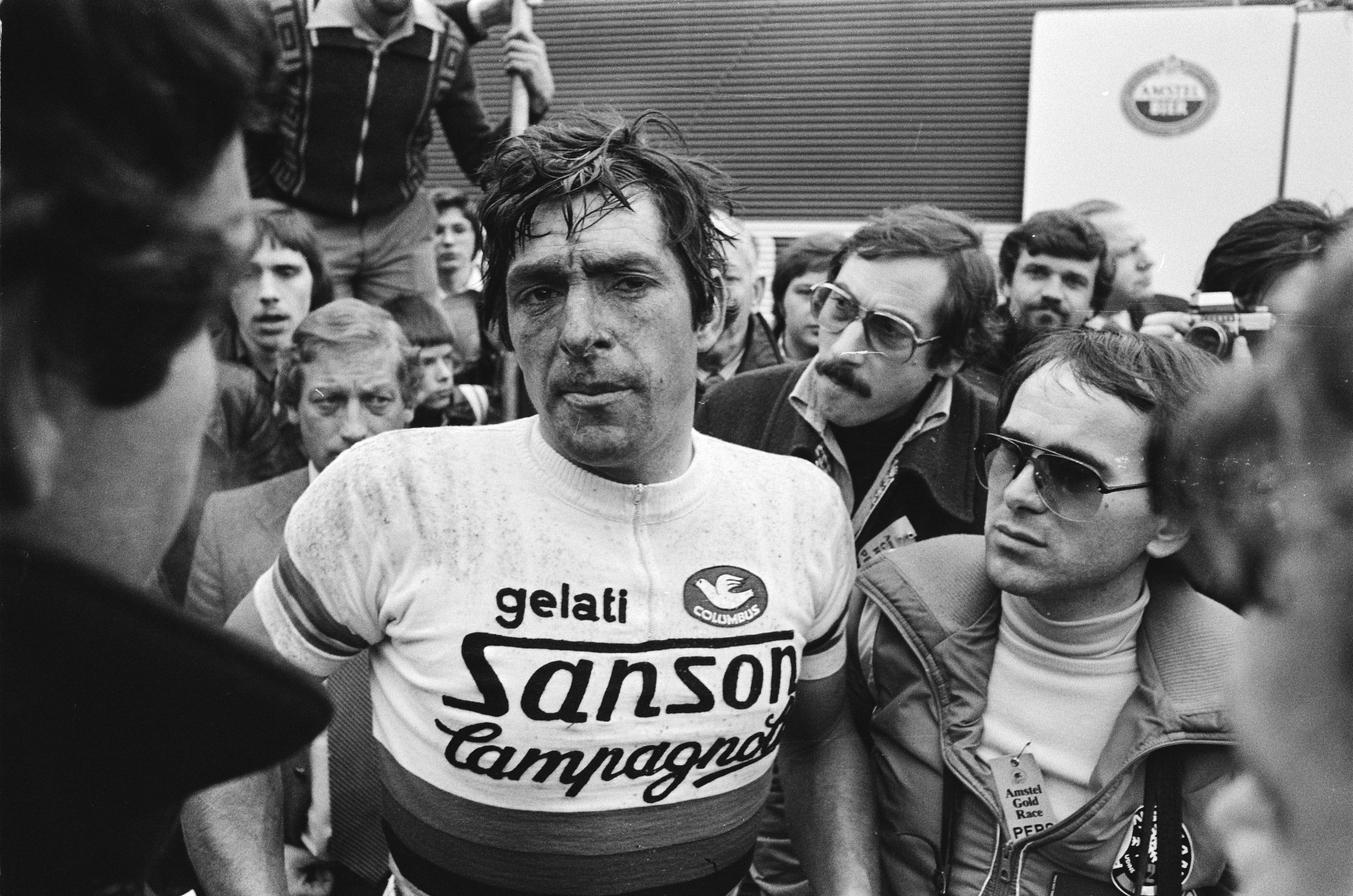
Francesco Moser (ici lors de l'Amstel Gold Race 1978).

En 1978, Brooklyn arrête le sponsoring, De Vlaeminck quitte Cribiori avec six autres fidèles équipiers pour rejoindre l'équipe Sanson-Columbus dirigée par Waldemaro Bartolozzi et ayant pour leader Francesco Moser. À l'ouverture de la saison, il remporte deux étapes sur le Tour de Sardaigne et Sassari-Cagliari. Le 18 mars, il ajoute pour la deuxième fois à son palmarès Milan-San Remo, la « Classicissima ». Parti en contre-attaque avec le Français Yves Hézard pour répondre à l'accélération dans les 20 derniers kilomètres d'Alessio Antonini et de Giuseppe Saronni, De Vlaeminck les rejoint et s'impose dans un sprint à trois devant Saronni et Antonini. En avril, après une sixième place sur Gand-Wevelgem, il est deuxième de Paris-Roubaix. Dans cette course, disputée sous la pluie, Moser attaque  dans le secteur pavé de Wannehain et remporte la course en solitaire. Dans le groupe de poursuivants, De Vlaeminck contrôle Maertens et Raas, puis il les devance au sprint et permet un doublé de l'équipe Sanson. Dans le reste de la saison, il participe sans succès au Tour d'Italie, puis se classe dixième du championnat du monde sur route du Nürburgring. Il termine sa saison sur des courses du calendrier italien, remportant le Tour du Frioul et se classant troisième du Tour du Latium.
En 1979, après seulement une année de « cohabitation » avec Moser, De Vlaeminck quitte Sanson et rejoint l'équipe rivale Gis Gelati, formation dirigée par Piero Pieroni. Au printemps, après avoir gagné une étape du Tour du Trentin, le Circuit Het Volk (dix ans après sa victoire pour ses débuts professionnels) et une étape de Tirreno-Adriatico, il remporte son troisième Milan-San Remo. La course, en dépit des nombreuses attaques dans la finale de Raas, Saronni et Mario Beccia (ce dernier est repris près de la ligne d'arrivée), se conclut par un sprint à quinze coureurs. Il devance Saronni, Knut Knudsen et Moser. En avril, le « Gitan » prend la deuxième place à Gand-Wevelgem, battu au sprint par Moser. Pour la deuxième année consécutive, il est également deuxième de Paris-Roubaix, où il doit se contenter de gagner le sprint des battus, 40 secondes derrière Moser. Après la campagne des classiques, il s'adjuge trois étapes et le classement final du Tour des Pouilles, ainsi que Milan-Vignola et deux étapes des Quatre Jours de Dunkerque. En mai, il remporte trois étapes supplémentaires sur le Tour d'Italie. La deuxième partie de l'année est plus difficile, il ne remporte aucune victoire.

#### 1980-1984: dernières saisons sur route

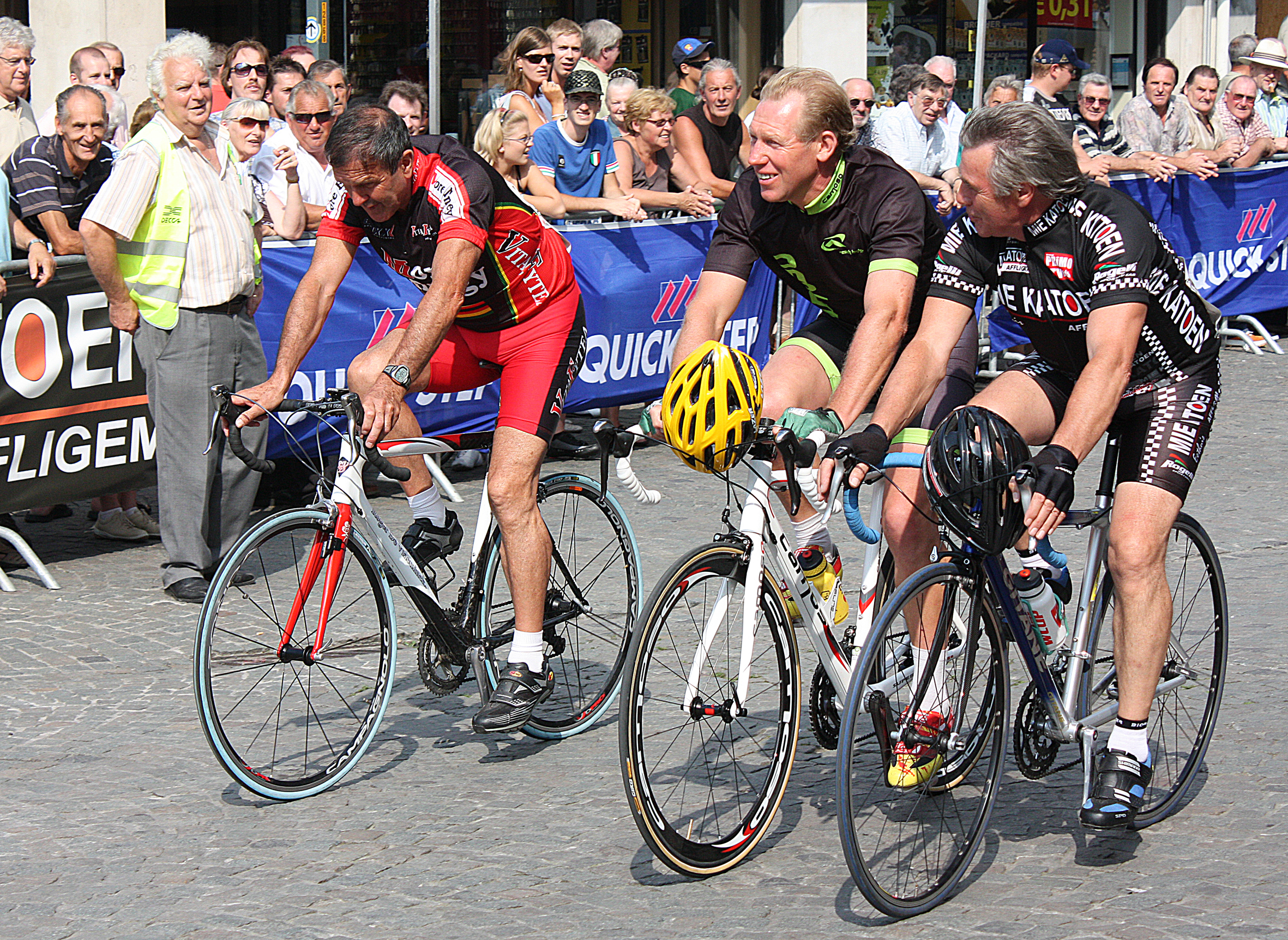
De Vlaeminck (à gauche) avec les anciens coureurs Etienne De Wilde et Lucien Van Impe lors d'un critérium à Alost en 2008.

Lors de la saison 1980, après huit ans en Italie, Roger De Vlaeminck rejoint l'équipe Boule d'Or-Studio Casa, la formation du directeur sportif historique de Merckx, Guillaume Driessens. Son année commence, comme à son habitude, par de nombreux succès : trois étapes et le classement général du Tour de Majorque dès janvier, puis les Six Jours d'Anvers sur piste, le Trofeo Laigueglia, quatre étapes sur le Tour de Sardaigne et deux sur Tirreno-Adriatico. Toujours en mars, il termine cinquième de Milan-San Remo, dans le sprint du peloton remporté par Pierino Gavazzi. Il prend ensuite la quatrième place du Tour des Flandres et abandonne Paris-Roubaix sur chute. Après avoir obtenu quelques places d'honneur sur le Tour de Belgique, il gagne une étape sur les Quatre Jours de Dunkerque. Dans la seconde moitié de la saison, il ajoute deux succès d'étapes sur le Tour d'Allemagne et se classe septième du championnat du monde à Sallanches (seulement quinze coureurs ont terminé la course).
En 1981, il passe chez DAF Trucks-Côte d'Or, une équipe dirigée par l'ancien cycliste Fred De Bruyne, où il est chargé de soutenir Hennie Kuiper en tant que capitaine. Après plusieurs résultats et deux victoires d'étape sur Paris-Nice, il est deuxième de Milan-San Remo, en remportant le sprint des battus. La victoire revient à son compatriote Fons De Wolf, qui attaque dans l'ascension du Poggio et s'impose avec 11 secondes d'avance sur le groupe des poursuivants. De Vlaeminck obtient des bons résultats sur les classiques du Nord : quatrième du Grand Prix E3 Harelbeke, victoire à la Flèche brabançonne, deuxième de l'Amstel Gold Race (battu au sprint le par champion du monde Bernard Hinault), sixième du Tour des Flandres, deuxième de Gand-Wevelgem (battu au sprint par Jan Raas) et enfin deuxième de « sa » course, Paris-Roubaix. Comme à l'Amstel ou à Roubaix cette année, le « Gitan » doit s'incliner au sprint sur plus fort que lui. Dans un sprint à six, il ne peut remonter Hinault et signe le dernier de ses neuf podiums en douze ans sur l'« Enfer du Nord ». De Vlaeminck retrouve la réussite en juin, remportant les deux premières étapes du Tour de Suisse, puis le championnat de Belgique sur route. En fin d'année, en battant au sprint son compagnon d'échappée le Néerlandais Jan Raas, il s'adjuge son unique victoire dans la classique, Paris-Bruxelles, qui se déroule depuis 1973 avant le Grand Prix d'Automne et le Tour de Lombardie.
La saison suivante marque le début du déclin de Roger De Vlaeminck. Il n'obtient pas de victoires sur route, sauf dans deux critériums. Au cours de l'année 1982, il est trois fois sur le podium d'étape de Paris-Nice, deuxième du Grand Prix E3 (battu seulement par Jan Bogaert), septième de Liège-Bastogne-Liège et sixième de Paris-Roubaix. Sur piste, il remporte les Six Jours d'Anvers avec Patrick Sercu. En 1983, il obtient un contrat avec la petite formation luxembourgeoise Gios-Clément, mais sans résultat significatif. Au début de l'année suivante, après avoir initialement annoncé sa retraite, il revient dans les rangs de Gis Gelati-Tuc Lu, l'équipe de Francesco Moser. Il retrouve le chemin de la victoire au printemps 1984 en gagnant une étape de la Semaine cycliste internationale et le Tour de Campanie. Entre mai et juin, il participe à son premier Tour d'Espagne - où il gagne une étape à Saragosse - et au Tour d'Italie gagné par Moser. À la fin de la saison, il se retire du peloton professionnel.

#### 1986-1988: retour au cyclo-cross et fin de carrière
En octobre 1986; après presque deux ans d'inactivité, il repasse professionnel, en étant parrainé par le fabricant de cycles belge Eddy Merckx Cycles. Il continue à courir exclusivement en cyclo-cross. En mai 1987, il est sous contrat avec Hitachi-Marc pour disputer des courses de cyclo-cross, puis revient au sein de la marque Eddy Merckx au début de l'année 1988. Il n'obtient aucun succès notable et termine sa carrière de coureur, le 15 février 1988, à quarante ans.

### La concurrence avec Merckx

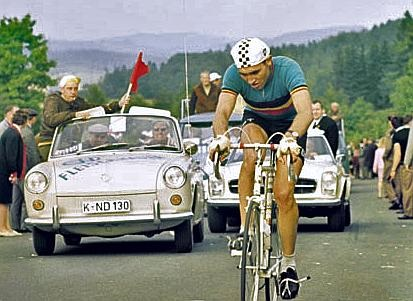
Eddy Merckx

En 1970, Rik Van Looy met un terme à sa carrière et de nombreux fans voient en De Vlaeminck son successeur. Un autre jeune coureur peut également prétendre à devenir le successeur de Van Looy, il s'agit d'Eddy Merckx. La période Roger De Vlaeminck coïncide avec celle de Merckx. Lorsque la carrière professionnelle des deux coureurs commence, De Vlaeminck refuse de rejoindre l'équipe de Merckx et déclare haut et fort vouloir défier son compatriote et mettre fin à sa domination. Il est même déçu quand quelqu'un d'autre que Merckx se classe deuxième, car les gens pourraient alors dire qu'il n'avait pas d'opposition. Ainsi, alors que De Vlaeminck a la possibilité de participer à des courses dont Merckx est absent afin d'étoffer son palmarès, il n'a au contraire jamais voulu céder face à son rival et s'aligne le plus souvent sur les mêmes courses que le « Cannibale ».
Après plusieurs années de lutte l'un contre l'autre, les deux champions sont amenés à penser différemment. De Vlaeminck respecte Merckx pour son palmarès et ce dernier apprécie son concurrent qui l'a toujours combattu ouvertement. De Vlaeminck juge également que trop de coureurs ont bénéficié de la concurrence entre lui et Merckx. Généralement trop occupé à empêcher la victoire de l'autre, ils y laissent tellement de forces que cela profite à la concurrence.
Finalement, Roger De Vlaeminck donne le prénom de son plus grand rival à son fils.

### L'après carrière

#### Manager d'équipe
Dans les saisons suivant sa fin de carrière définitive, il reste dans le monde du cyclisme. Il est directeur sportif de plusieurs équipes professionnelles en Belgique : Hitachi en 1988 et 1989, aux côtés d'Albert De Kimpe, Isoglass-Garden Wood en 1990, Tonton Tapis-GB-Corona en 1991, GB-MG Maglificio en 1992 aux côtés de Patrick Lefevere, Collstrop en 1994 et 1995, puis pour finir Palmans entre 1996 et 2000.
En 2003, après plusieurs expériences en tant que directeur sportif, il devient manager d'une nouvelle équipe de cyclo-cross : Saey-Deschacht. De Vlaeminck signe un contrat de trois ans.

#### Allez Allez Zimbabwe
En novembre 2004, De Vlaeminck se rend au Zimbabwe, en Afrique. Accompagné de Wayne Davidson et Wonder Matenje de la fédération zimbabwéenne, il se met à la  recherche des cinq plus grands talents en cyclo-cross. Jackson Vijarona, Tschabalala Nqobizitha, Abel Muchenje, Gorden Martin et Brighton Kasecha sont sélectionnés et sont autorisés à suivre un entrainement en Belgique. Les cinq coureurs sont restés trois mois dans des familles d'accueil à Eeklo, où ils sont entrainés par De Vlaeminck. Le diffuseur belge VTM réalise un programme à partir de cette expérience : Allez Allez Zimbabwe. L'émission est regardé par environ 800 000 téléspectateurs par diffusion.
Les Zimbabwéens ont éprouvé des difficultés à suivre la rude formation de Roger De Vlaeminck. Fin janvier 2005, ils participent aux championnats du monde de cyclo-cross à Saint-Wendel. Ils terminent aux dernières places, mais peuvent compter sur beaucoup de soutien de nombreuses personnes en Belgique.

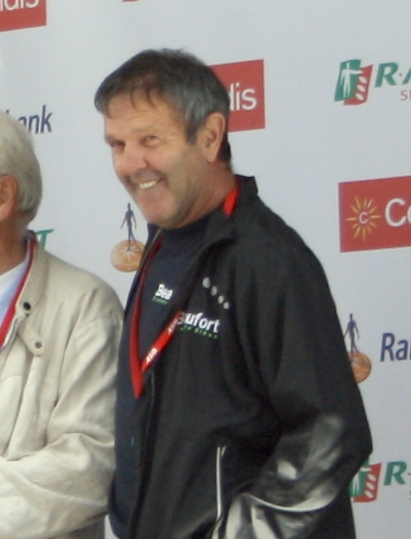
Roger De Vlaeminck en 2012.

Un an plus tard, Roger De Vlaeminck commence une nouvelle saison du programme. Il se rend au Zimbabwe pour voir comment vont les coureurs. Il remarque qu'ils ont progressé et sélectionne quatre des cinq coureurs de la première saison. Seul Abel Muchenje reste à la maison et De Vlaeminck choisit deux autres coureurs en plus : Brian Zengeni et Prince Ngundu.
 
Lorsqu'ils reviennent en Belgique, les Zimbabwéens se montrent plus intéressés par des histoires d'amour que par l'entrainement. En raison de cela, les performances des coureurs restent décevantes et De Vlaeminck se montre déçu.
La saison suivante De Vlaeminck octroie une nouvelle chance à ces coureurs. Dès l'été, il décide de faire venir en Belgique quatre d'entre eux pour qu'ils soient capables de courir dans un certain nombre de courses belges. En novembre, l'équipe participe au Tour du Faso. Dans la plus grande course d'Afrique, ils obtiennent quelques bons résultats. Plus tard, ils participent également au championnat du monde de cyclo-cross espoirs, mais terminent très loin du vainqueur Lars Boom. 52e sur 57 participants, Brian Zengeni est récompensé pour sa bonne performance. Il est invité par l'UCI à  une course en Afrique du Sud.

#### 60eanniversaire
Le 14 septembre 2007 a lieu une grande fête à Eeklo. Roger De Vlaeminck est honoré pour son soixantième anniversaire. Ce jour-là, un livre est présenté : Roger De Vlaeminck Top 60 Mens en Renner. Ce livre est écrit par le journaliste sportif Roger De Maertelaere et il narre une soixantaine des plus belles victoires du Belge. La ville d'Eeklo a également organisé une exposition sur le coureur et renommé le stade du club de football local « Stadion Roger De Vlaeminck ». Un boulanger d'Eeklo a créé pour l'occasion un gâteau spécial en forme de pavés de Paris-Roubaix. En outre, une course cycliste est organisée sur cette journée. Le critérium Roger De Vlaeminck est disputé par des ex-coureurs et des coureurs actuels.

#### Accident
Percuté par un automobiliste en août 2022, De Vlaeminck subit trois fractures costales et une fracture à une clavicule.

## Palmarès sur route

### Palmarès amateur
| - 1967 - 4e étape du Tour de Belgique amateurs - Gand-Wervik - 4e étape du Tour de la province de Namur - Omloop van de Grensstreek - 3e du championnat de Belgique sur route amateurs - 7e du championnat du monde sur route amateurs | - 1968 - Tour de Belgique amateurs : - Classement général - 8e étape - Flèche ardennaise - 10ea et 10eb (contre-la-montre) étapes du Tour de l'Avenir - 2e de Gand-Wervik |  |

### Palmarès professionnel
| - 1969 - Champion de Belgique sur route - Champion de Flandre-Orientale - Circuit Het Volk - 3e étape du Tour de Belgique - Circuit Escaut-Durme - Bruxelles-Ingooigem - Tour de Flandre-Occidentale - Grand Prix de Baden-Baden (avec Herman Van Springel) - 2e de Milan-San Remo - 2e de Gand-Wevelgem - 2e du Grand Prix de l'Escaut - 2e du Circuit de la vallée de la Senne - 2e du Grand Prix Jef Scherens - 2e du Grote Prijs Dr. Eugeen Roggeman - 3e du Grand Prix de la ville de Vilvorde - 3e du Championnat de Zurich - 3e de Bruxelles-Meulebeke - 3e de Paris-Luxembourg - 5e de Paris-Roubaix - 6e de la Flèche wallonne - 1970 - Kuurne-Bruxelles-Kuurne - Liège-Bastogne-Liège - 3e étape du Circuit des Six-Provinces-Dauphiné - 6e étape du Tour de France - Grand Prix de l'Escaut - Course des raisins - Circuit du Houtland - 2e du Grand Prix E3 - 2e de Paris-Roubaix - 3e du Grand Prix de la Banque - 3e de Bruxelles-Meulebeke - 4e du Circuit des Six-Provinces-Dauphiné - 5e de Paris-Tours - 1971 - Prologue et 4e étape du Tour d'Andalousie - Kuurne-Bruxelles-Kuurne - Circuit du Sud-Ouest - Grand Prix E3 - Flèche wallonne - Quatre Jours de Dunkerque : - Classement général - 2e étape - Omloop van de Westkust - 3e étape du Tour de Suisse - 1re et 4e étapes du Tour de la Nouvelle-France - 2e de Gand-Wevelgem - 3e du Tour d'Andalousie - 3e de la Flèche brabançonne - 4e du Tour de Suisse - 7e de Paris-Roubaix - 8e du Tour de Lombardie - 1972 - 1re étape du Tour de Sardaigne - Milan-Turin - Tirreno-Adriatico : - Classement général - 4e et 5eb (contre-la-montre) étapes - Paris-Roubaix - Tour d'Italie : - Classement par points - 6e, 15e, 18e et 19ea étapes - Grand Prix de la ville de Camaiore - Course des raisins - Coppa Placci - Flèche halloise - 3e du Grand Prix Pino Cerami - 4e de Paris-Tours - 7e du Tour d'Italie - 1973 - Grand Prix de Monaco - 3e et 5e étapes du Tour de Sardaigne - Tirreno-Adriatico : - Classement général - 5ea étape - Milan-San Remo - Tour de Toscane - 2e, 11e, et 13e étapes du Tour d'Italie - Trophée Matteotti - Circuit du Sud-Ouest - 2e du Trofeo Laigueglia - 2e du Circuit Het Volk - 2e de la Coppa Bernocchi - 2e du Circuit de la vallée de la Senne - 2e de la Coppa Sabatini - 2e de Paris-Tours - 2e du Tour de Lombardie - 3e de l'Omloop van de Westkust - 3e de Milan-Turin - 7e de Paris-Roubaix - 1974 - Milan-Turin - Tirreno-Adriatico : - Classement général - 5e étape - Tour de Sicile en ligne - Paris-Roubaix - Coppa Placci - 2e étape du Tour des Pouilles - Tour d'Italie : - Classement par points - 4e étape - Course des raisins - Tour de Vénétie - Tour de Lombardie - 2e du Super Prestige Pernod - 2e du Tour du Limbourg - 2e du Tour de la province de Reggio de Calabre - 2e de la Flèche wallonne - 2e du GP Montelupo - 2e de Paris-Bruxelles - 2e du Tour d'Émilie - 3e de Milan-San Remo - 3e du Grand Prix de Wallonie - 3e de Gand-Wevelgem - 3e de la Coppa Agostoni - 3e du Grand Prix de Lugano - 3e du Trophée Baracchi (avec Eddy Merckx) - 7e de Paris-Tours - 1975 - 1re, 4e et 5eb étapes du Tour de Sardaigne - Tirreno-Adriatico : - Classement général - 2ea, 4e et 5e étapes - Trophée Pantalica - Paris-Roubaix - Championnat de Zurich - Tour d'Italie - Classement par points - 4e, 6e, 7eb, 10e, 11e, 18e et 20e étapes - Tour de Suisse : - Classement général - Prologue, 1re, 3e, 5e, 9e et 10e (contre-la-montre) étapes - Grand Prix Montelupo - Critérium des As - Tour du Latium - Coppa Agostoni - Circuit de Neeroeteren - Médaillé d'argent du championnat du monde sur route - 2e du Super Prestige Pernod - 2e du Grand Prix Marcel Kint - 3e du Trofeo Laigueglia - 3e du Tour de Toscane - 3e de la Course des raisins - 3e de Milan-Turin - 3e de Paris-Tours - 4e du Tour d'Italie - 4e du Tour de Lombardie - 8e de Liège-Bastogne-Liège | - 1976 - Tour de Sardaigne : - Classement général - 1reb et 5e étapes - Sassari-Cagliari - Tirreno-Adriatico : - Classement général - 3e, 4e et 5eb (contre-la-montre) étapes - 3e étape du Tour des Pouilles - 5ea étape du Tour de Romandie - 2e, 5e, 8e et 16e étapes du Tour d'Italie - Tour du Latium - Prologue, 2e et 4ea étapes du Tour de Catalogne - Grand Prix Montelupo - Coppa Agostoni - Tour d'Émilie - Tour de Lombardie - 2e du Trophée Pantalica - 2e du Championnat de Zurich - 2e du Tour de Romandie - 2e du Grand Prix de l'Escaut - 2e des Trois vallées varésines - 2e du Tour des Marches - 3e de Paris-Roubaix - 3e du Grand Prix de Francfort - 4e du Tour des Flandres - 5e du Tour de Catalogne - 7e de Milan-San Remo - 1977 - Tirreno-Adriatico : - Classement général - 2e et 3e étapes - Tour des Flandres - Paris-Roubaix - Tour du Piémont - 2e de Milan-San Remo - 2e du Challenge Gan - 2e du Tour de Toscane - 2e du Tour de Vénétie - 4e de Liège-Bastogne-Liège - 4e de Paris-Bruxelles - 4e de Paris-Tours - 6e de l'Amstel Gold Race - 10e de la Flèche wallonne - 1978 - 1re et 5e étapes du Tour de Sardaigne - Sassari-Cagliari - Milan-San Remo - 4e étape du Tour des Pouilles - Course des raisins - Tour du Frioul - 2e de Paris-Roubaix - 3e du Tour du Latium - 9e du Rund um den Henninger Turm - 10e du Tour des Flandres - 10e du championnat du monde sur route - 1979 - 1re étape du Tour du Trentin - Circuit Het Volk - 5ea étape de Tirreno-Adriatico - Milan-San Remo - Tour des Pouilles : - Classement général - 1re, 2e et 3e étapes - Milan-Vignola - 4ea et 5eb étapes des Quatre Jours de Dunkerque - 2e, 9e et 12e étapes du Tour d'Italie - 2e de Gand-Wevelgem - 2e de Paris-Roubaix - 2e du Tour du Frioul - 3e du Tour du Trentin - 3e des Trois vallées varésines - 4e du Rund um den Henninger Turm - 4e du Championnat de Zurich - 6e de Tirreno-Adriatico - 10e du championnat du monde sur route - 1980 - Tour de Majorque : - Classement général - Prologue, 1re et 4e étapes - Trofeo Laigueglia - 1re, 2ea, 4e et 5e étapes du Tour de Sardaigne - 1re et 2e étapes de Tirreno-Adriatico - 1re étape des Quatre Jours de Dunkerque - 1re et 2e étapes du Tour d'Allemagne - 4e du Tour des Flandres - 5e de Milan-San Remo - 7e du championnat du monde sur route - 1981 - Champion de Belgique sur route - Circuit de la région frontalière - 2ea et 4e étapes de Paris-Nice - Flèche brabançonne - 2e et 3ea étapes du Tour de Suisse - Paris-Bruxelles - 2e de Milan-San Remo - 2e de l'Amstel Gold Race - 2e de Gand-Wevelgem - 2e de Paris-Roubaix - 3e du Trofeo Laigueglia - 6e du Tour des Flandres - 1982 - 2e du Grand Prix E3 - 6e de Paris-Roubaix - 7e de Liège-Bastogne-Liège - 1983 - 2e du Grote Prijs Dr. Eugeen Roggeman - 1984 - 5e étape de la Semaine cycliste internationale - Tour de Campanie - 8e étape du Tour d'Espagne - 3e du Tour de la province de Reggio de Calabre - 3e de Milan-Turin |  |

### Résultats sur les Classiques
Le tableau ci-dessous présente les différents classements de Roger De Vlaeminck sur les classiques majeures de son époque.
| Année | Circuit Het Volk | Milan- San Remo (Mo) | Tour des Flandres (Mo) | Gand-Wevelgem | Paris-Roubaix (Mo) | Liège- Bastogne-Liège (Mo) | Flèche wallonne | Championnat de Zurich | Paris-Tours | Tour de Lombardie (Mo) |
| ----- | ---------------- | -------------------- | ---------------------- | ------------- | ------------------ | -------------------------- | --------------- | --------------------- | ----------- | ---------------------- |
| 1969  | Vainqueur        | 2e                   | 12e                    | 2e            | 5e                 |                            | 6e              | 3e                    | 30e         |                        |
| 1970  | 8e               |                      | 12e                    | 12e           | 2e                 | Vainqueur                  | 15e             |                       | 5e          |                        |
| 1971  | 33e              |                      | 17e                    | 2e            | 7e                 |                            | Vainqueur       |                       | 22e         | 8e                     |
| 1972  |                  | 12e                  |                        | 16e           | Vainqueur          |                            |                 |                       | 4e          |                        |
| 1973  | 2e               | Vainqueur            |                        |               | 7e                 |                            |                 |                       | 2e          | 2e                     |
| 1974  | 26e              | 3e                   | 30e                    | 3e            | Vainqueur          | 11e                        | 2e              |                       | 7e          | Vainqueur              |
| 1975  | 4e               | 31e                  | 11e                    |               | Vainqueur          | 8e                         | 9e              | Vainqueur             | 3e          | 4e                     |
| 1976  | 16e              | 7e                   | 4e                     | 6e            | 3e                 |                            |                 | 2e                    | 16e         | Vainqueur              |
| 1977  | 8e               | 2e                   | Vainqueur              |               | Vainqueur          | 4e                         | 10e             |                       | 4e          | 15e                    |
| 1978  |                  | Vainqueur            | 10e                    | 6e            | 2e                 |                            |                 | 8e                    |             |                        |
| 1979  | Vainqueur        | Vainqueur            | 12e                    | 2e            | 2e                 |                            |                 | 4e                    |             | 15e                    |
| 1980  | 5e               | 5e                   | 4e                     | 39e           | Abandon            |                            |                 |                       |             |                        |
| 1981  | 6e               | 2e                   | 6e                     | 2e            | 2e                 |                            |                 |                       |             |                        |
| 1982  |                  | 13e                  | 25e                    | 22e           | 6e                 | 7e                         |                 |                       |             |                        |

Roger De Vlaeminck  est l'un des trois seuls coureurs à avoir remporté les cinq Monuments du cyclisme (Mo). Il en a gagné un total de onze dont quatre Paris-Roubaix (recordman de victoires).

### Résultats sur les grands tours

#### Tour d'Italie
9 participations
- 1972 : 7e,  vainqueur du classement par points et des 6e, 15e, 18e et 19ea étapes
- 1973 : 11e, vainqueur des 2e, 11e, et 13e étapes
- 1974 : 11e,  vainqueur du classement par points et de la 4e étape
- 1975 : 4e,  vainqueur du classement par points, du classement du combiné et des 4e, 6e, 7eb, 10e, 11e, 18e et 20e étapes
- 1976 : abandon (19e étape), vainqueur des 2e, 5e, 8e et 16e étapes,  maillot rose durant 3 jours
- 1977 : abandon
- 1978 : abandon (12e étape)
- 1979 : abandon (13e étape), vainqueur des 2e, 9e et 12e étapes
- 1984 : non-partant (18e étape)

#### Tour de France
3 participations
- 1969 : abandon (10e étape)
- 1970 : abandon (7e étape), vainqueur de la 6e étape
- 1971 : abandon (11e étape)

#### Tour d'Espagne
1 participation
- 1984 : non-partant (11e étape), vainqueur de la 8e étape

## Palmarès sur piste
- 1970
  - 2e des Six Jours de Gand (avec Peter Post)
- 1971
  - Six Jours de Gand (avec Patrick Sercu)
  - 2e des Six Jours de Bruxelles (avec Patrick Sercu)
- 1972
  -  Champion de Belgique de l'américaine (avec Patrick Sercu)
- 1979
  - 2e des Six Jours d'Anvers (avec Patrick Sercu et Rik Van Linden)
  - 4e du championnat du monde de poursuite individuelle
- 1980
  - Six Jours d'Anvers (avec René Pijnen et Wilfried Peffgen)
  - 3e des Six Jours de Milan (avec Alfons De Wolf)
- 1982
  - Six Jours d'Anvers (avec Patrick Sercu)
  - 3e des Six Jours de Gand (avec Patrick Sercu)

## Palmarès en cyclo-cross
| - 1967 - 2e du championnat de Belgique de cyclo-cross - 1968 - Champion du monde de cyclo-cross amateurs - Champion de Belgique de cyclo-cross amateurs - Noordzeecross - 1969 - Champion de Belgique de cyclo-cross amateurs - Druivencross - Duinencross - Médaillé d'argent du championnat du monde de cyclo-cross amateurs - 2e du championnat de Belgique de cyclo-cross - 1970 - Druivencross - 4e du championnat du monde de cyclo-cross - 1972 - Duinencross - 1973 - Druivencross | - 1974 - Champion de Belgique de cyclo-cross - Médaillé d'argent du championnat du monde de cyclo-cross - 1975 - Champion du monde de cyclo-cross - Champion de Belgique de cyclo-cross - Druivencross - 1977 - Druivencross - 1978 - Champion de Belgique de cyclo-cross - 1979 - Cyclo-cross de Diegem - 2e du championnat de Belgique de cyclo-cross - 1981 - Cyclo-cross de Diegem |

## Distinctions
- Médaille d'or du Mérite sportif en 1969 (Belgique).
- Mendrisio d'or en 1975.